# Prodegeeria gracilis
Prodegeeria gracilis är en tvåvingeart som beskrevs av Hiroshi Shima 1979. Prodegeeria gracilis ingår i släktet Prodegeeria och familjen parasitflugor. Inga underarter finns listade i Catalogue of Life.